# تشیع و مشروطیت در ایران و نقش ایرانیان مقیم عراق
تشیع و مشروطیت در ایران و نقش ایرانیان مقیم عراق کتابی از عبدالهادی حائری است. این کتاب در اصل، رسالهٔ دکتری نویسنده در دانشگاه مک‌گیل است که اولین بار در سال ۱۳۵۴ در لیدن هلند به انگلیسی منتشر شد و سپس نویسنده آن را در تابستان ۱۳۵۸ به فارسی در ایران  منتشر کرد. این کتاب از مهم‌ترین پژوهش‌ها راجع به تفکر علمای نجف و قم در جریان جنبش مشروطه است.

## نقد
علیرضا جوادزاده به نقد این کتاب پرداخته‌است.
سعید امیرارجمند نیز در سال ۱۹۷۹ نقدی بر نسخهٔ انگلیسی این کتاب نوشته‌است.
عبدالهادی حائری در صفحه ۲۶ کتاب تشیع و مشروطیت در ایران و نقش ایرانیان مقیم عراق درباره  میرزا فتحعلی آخوندزاده می نویسند:

- او از یک خانواده ایرانی مقیم شکی، قفقاز بود و شرح زندگی خود را به شیوه کوتاه و پراکنده ای در موارد گوناگون در نوشته های خود داده است.بنا به گفته خودش، با مادر خویش به اردبیل رفت تا با عموی خود آخوند حاجی علی‌اصغر که نام خانوادگی آخوندزاده از نام او گرفته شده است زندگی کند.آخوندزاده که اجدادش ایرانی بودند خود در ۲۲ سالگی به تفلیس رفت .او ادامه می دهد که گرچه در ظاهر ترک بنظر می رسد ولی اصلا ایرانی است. پدربزرگ او حاج احمد اهل رشت بود و بعدها به آذربایجان کوچید.آرزوی او این بوده است که ایرانیها متوجه این نکته باشند که او از فرزندان ایران و میهن او ایران و کیش او شیعه دوازده امامی است.حس افتخار آخوندزاده او را وادار می کرد که درباره هم میهن های ایرانی خود که با هم اهل یک میهن و دارای یک زبان بودند حمیت داشته باشند.او نخستین مسلمانی بود که نمایشنامه ای به زبان ترکی در سال ۱۸۴۹/۱۲۶۶ نوشت...
- آخوندزاده خود مردم را مسئول ستمی می دانست که به آنان می شود.در این رابطه او می گوید که در گذشته پیامبران،فیلسوفان و شاعران از ستمکاران درخواست می کردند که دست از ستم بردارند ولی نواندیشان مانند ولتر ، روسو ،مونتسکیو ومیرابو بدست آوردند که ستمکار دیگر نباید مورد درخواست قرار گیرد بلکه باید ستمکش را تشویق نمود که برخیزد و به ستم ستمگر پایان بخشد....